# Oltář (Pavlína Hlavsová)
Oltář je betonová plastika v Praze 3 - Žižkov. Nachází se na trávníku v parku Vrch Vítkov v blízkosti vrcholu kopce Vítkov v geomorfologickém celku Pražská plošina.

## Historie a popis díla
Vysoká a úzká plastika ztvárňuje oltář připodobněný ke kamennému stolu. Oltář je umístěn na 6 vzájemně asymetrických sloupech (nohách) proměnlivého průřezu. Dílo, které vzniklo technikou lití a formování betonu, bylo slavnostně odhaleno dne 2. října 2014. Vzniklo také jako vítězné dílo soutěže mladých autorů Sochy na Vítkově. Autorem je sochařka Pavlína Hlavsová.

## Další informace
Dílo je celoročně volně přístupné.

## Galerie

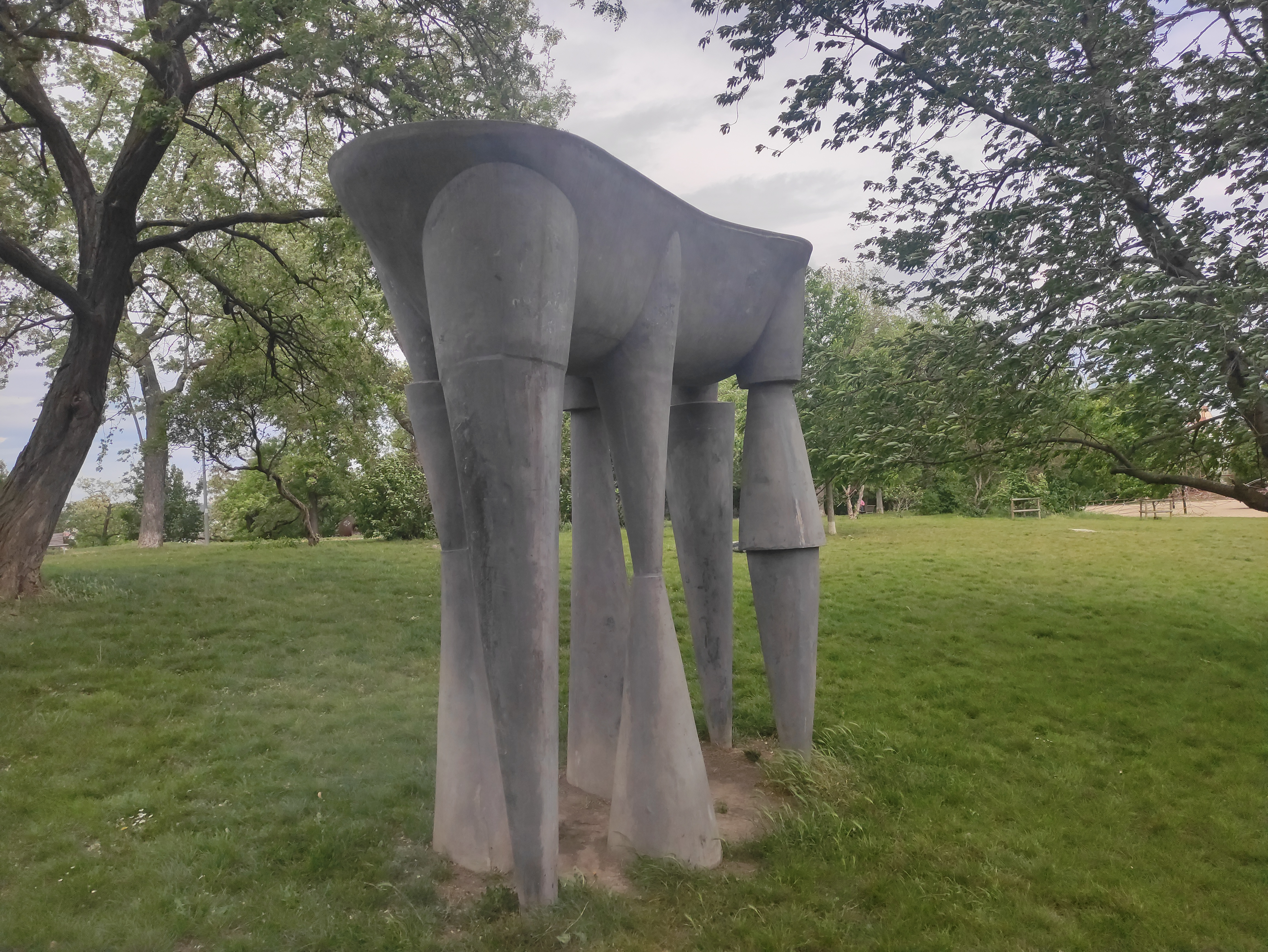
Boční pohled na dílo